# Ойкономікос
Ойкономікос (гр. Οἰκονομικός) - сократичний діалог, написаний Ксенофонтом, що переважно розглядає питання управління домогосподарствами та сільського господарства. 
Це одна з найдавніших робіт з економіки в її первісному розумінні управління домогосподарствами і важливе джерело для соціальної та інтелектуальної історії Класичних Афін. Крім акценту на економіці домогосподарств, діалог розглядає такі теми, як якості та відносини чоловіків і жінок, сільське життя напротивагу міському життю, рабство, релігія та освіта. 
Джозеф Епстайн стверджує, що "Ойкономікос" насправді можна розглядати як трактат про успіх у керівництві як армією, так і державою. 
Науковці схиляються до відносно пізньої дати в житті Ксенофонта, коли він створив Ойкономікос, ймовірно після 362 року до н.е. Цицерон переклав «Ойкономікос» на латину, і твір здобув популярність в добу Відродження у низці перекладів.

## Короткий зміст
Пролог описує діалог між Сократом і Критобулом, сином Критона. У ньому Сократ обговорює значення багатства і ототожнює його з корисністю та добробутом, а не просто надбанням. Він пов'язує помірність та наполегливу працю з успіхом в управлінні домашніми господарствами. Драматичною датою цієї частини твору ймовірно може бути 401 рік до нашої ери, оскільки битва при Кунаксі згадується в 4.18. 
Коли Крітобул запитує про практику, пов'язану з управлінням домашніми господарствами, Сократ зізнається в невігластві з цього приводу, але пригадує те, що чув про це від афінського калокагата на ім'я Іскомах. У дискусії, пов’язаній з Сократом, Іскомах описує методи, якими він користувався для навчання своєї дружини господарству, практики управління та тренування рабів, і технології, які використовуються в землеробстві. Близько двох третин діалогу стосуються дискусії між Сократом та Іскомахом. Остаточного повернення до подальшої дискусії з Критобулом немає.